# Styv nervmossa
Styv nervmossa (Campylopus brevipilus) är en bladmossart som beskrevs av Bruch och W. P. Schimper in B.S.G. 1847. Styv nervmossa ingår i släktet nervmossor, och familjen Dicranaceae. Arten har ej påträffats i Sverige. Inga underarter finns listade i Catalogue of Life.